# Pałac w Sasinie
Pałac w Sasinie – zabytkowy pałac we wsi Sasino, w województwie pomorskim, w powiecie wejherowskim, w gminie Choczewo,  Obiekt wraz z parkiem został wpisany do rejestru zabytków nieruchomych województwa pomorskiego.

## Historia
Z dokumentów historycznych wynika, że w 1527 r. rodzina Jatzkow otrzymała przywileje dotyczące lenna w miejscowościach Jatzkow i Sasin; dobra te pozostały w jej posiadaniu do 1618 r. Potem przechodziły w ręce różnych właścicieli z rodu von Krockow.
W roku 1823 od rodziny von Roschütz, inż. Rants (z niem. Rantz) nabył majątek sasiński. Zorganizował tutaj folwark wraz z niewielkim dworkiem. Z biegiem lat w kierunku północnym od wsi zainicjował budowę pokaźnego pałacu. Powstała rezydencja jest budynkiem dwupiętrowym z zaadaptowanym poddaszem, wybudowana na powierzchni w kształcie prostokątnym. Ściany zewnętrzne ożywione są trzema występami w formie ryzalitów, zakończonych detalami architektonicznymi w kształcie trójkątnych tympanonów. Pokrycie dachowe jest dwupołaciowe. W zakończeniach 2 skrzydeł znajdują się dwupoziomowe przybudówki z klatkami schodowymi i balkonami. Pod całym budynkiem są piwnice ze ścianami z kamienia łupanego o grubości około 1 metra. Stylowy wygląd uzyskano dzięki prostej linii z licznymi detalami architektonicznymi, jak trójkątne naczółki dachowe, pogrubienia ścian w formie pilastrów, gzymsy dekoracyjne, belki i boniowane lica ciosu kamieni. Droga wjazdowa do posiadłości prowadzi od południa. Zaplecze gospodarcze, składające się z dużych obór, chlewni, spichlerza, stodoły i stajni, wysunięto na południe - po wschodniej i zachodniej stronie obiektu. Posiadłość otoczona jest parkiem krajobrazowym w stylistyce angielskich ogrodów, do którego utworzenia wykorzystano częściowo zastany drzewostan leśny, tworząc salony, gabinety ogrodowe, ścieżki widokowe i szpalery na łącznym obszarze 7 ha. W 1864 roku, zięć i spadkobierca inżyniera Rantsa, Wilhelm von Somnitz z posiadłości wydzielił małe gospodarstwa i oddał w dzierżawę, które po jego śmierci zostały sprzedane. W latach 1902–1907 majątkiem władał kapitan von Zitzewitz. Kolejnymi posiadaczami pałacu byli hrabia von Sydow i od 1909 roku kapitan von Holz pochodzący z Minden. Następnie właścicielami była od 1924 roku rodzina Jungow, rezydująca w tym miejscu do 1945 roku
. W tym czasie zainstalowano tutaj elektryczność i sieć wodno-kanalizacyjną, a środek częściowo przeprojektowano. Od frontu zbudowano owalną, murowaną fontannę. W trakcie działań wojennych, w 1945 roku pałac opanowali Rosjanie na kolejne 3 lata. Wtedy obiekt uległ znacznej dekapitalizacji. Następnie w 1948 roku opuszczony majątek objął Skarb Państwa, grunty podzielono na mniejsze części, a budynek przekazano w użytkowanie Wojskom Ochrony Pogranicza. 1963 rok to wejście do zespołu pałacowo-parkowego w Sasinie nowego gospodarza, którym została Fabryka Opakowań Blaszanych „Opakomet”, dokonując niezbędnych adaptacji na ośrodek wypoczynkowy dla dzieci i młodzieży. 31 grudnia 1983 roku obiekt przejęło Przedsiębiorstwo Usług Budowlano-Remontowych „BUDROL” w Pruszczu Gdańskim, wykorzystując go jako ośrodek wczasowy. Wtedy zrealizowano remont generalny zaniedbanego budynku. W 1990 roku, „BUDROL” po zmianie formy prawnej działalności na Spółkę Akcyjną, podjął decyzję o przekazaniu nieruchomości gminie Pruszcz Gdański, która dalej oddała ją lokalnej gminie Choczewo.
Zespół dworsko-parkowy jest w rękach prywatnych.
Obecnie budynek pozostaje nieużywany, nie jest dostępny do zwiedzania.

## Współczesność
Obiekt jest przystosowany do świadczenia usług hotelarskich.